# Camera Deputaților din Italia

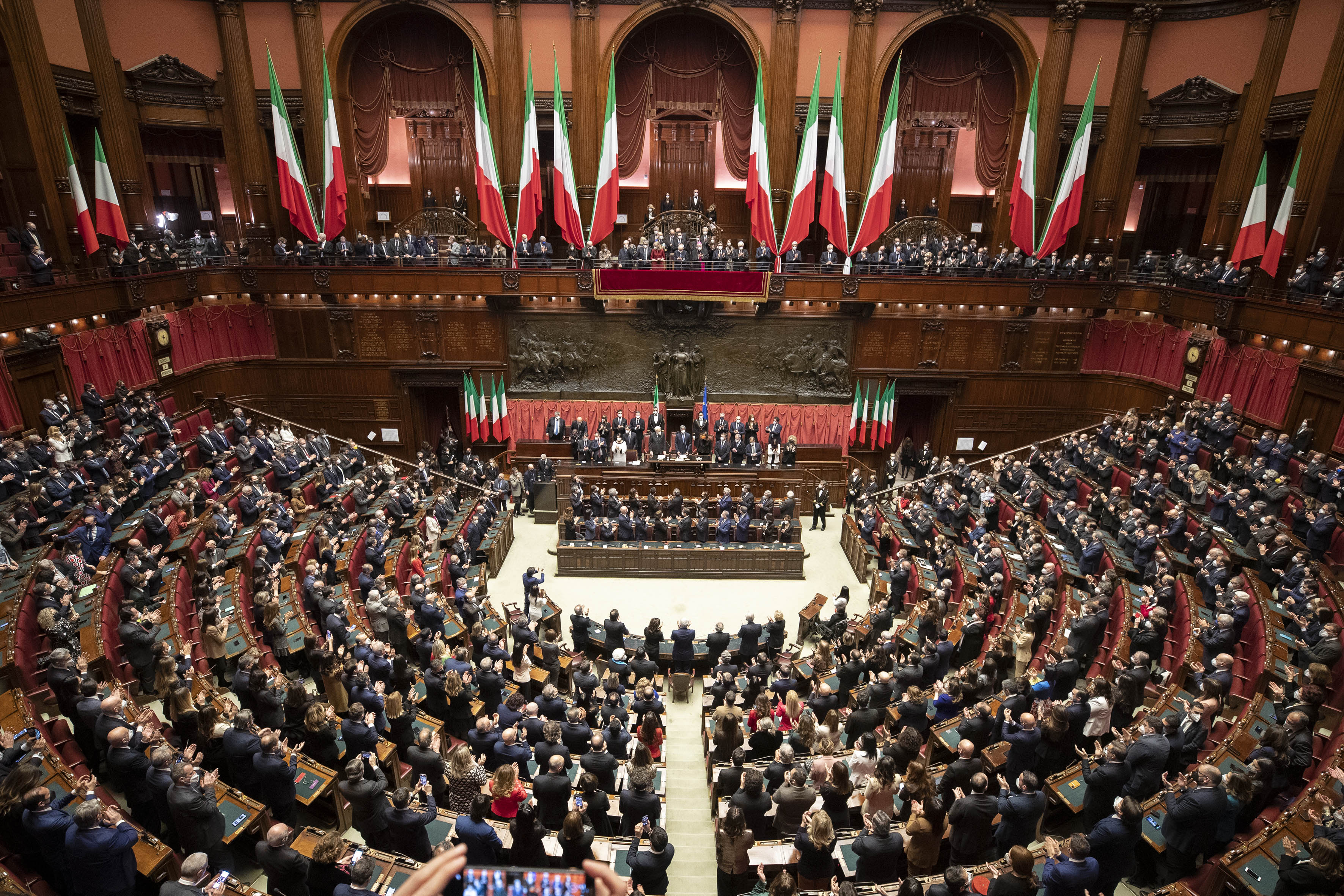
Camera Deputaţilor, Italia

Camera Deputaților (Camera dei Deputati) este una din cele două camere a Parlamentului bicameral al Italiei. Camera deputațior este alcătuită din 400 de deputați repartizarea mandatelor făcându-se după circumscripții în raport de numărul alegătorilor astfel 147 de membri sunt aleși cu majoritatea voturilor în cadrul
circumscripțiilor uninominale. Ceilalți 245 de membri sunt aleși în cadrul unor circumscripții
multinominale în baza sistemului reprezentării proporționale, iar 8 deputați sunt aleși în diaspora.
Actualul Președinte al Camerei deputaților este Lorenzo Fontana, ales pe data de 14 octombrie 2022.